# 唐纳德·约瑟夫·布德罗
唐纳德·约瑟夫·布德罗 (出生于1958年10日)是美国经济学家、作者、教授，以及位于弗吉尼亚州费尔法克斯的乔治·梅森大学的梅卡图斯中心的美国经济和全球化计划的联合主任。

## 早期的生活和教育
1986年，唐纳德·布德罗以一篇名为"订约、组织和货币不稳定性：公司的理论研究。"的论文获得了奥本大学经济学博士学位。1992年，他从弗吉尼亚大学法学院获得了法律博士学位。

## 学术生涯
1985年至1989年，唐纳德·布德罗在乔治·梅森大学担任经济学教授助理。1992年到1997年，他在克莱门森大学担任法学和经济学副教授，1997年到2001年，担任经济教育基金会主席。2001年到2009年，他现任乔治梅森大学经济学教授，并担任其经济系主任。
在1996年春季学期，他是康奈尔大学法学院的法律和经济学奥林客座研究员。 布德罗同时也是是华盛顿特区一个类似于智囊团的卡托研究所的一个附属学者。

## 著作
2007年至2012年，他撰写的的书籍有全球化 ，伪君子和半智者。
他每月为Pittsburgh Tribune-Review 贡献两次专栏，并及时更新Cafe Hayek的博客。

## 其他活动
布德罗在欧洲, 北美洲和南美洲演讲的议题包括法律的性质， 竞争法律和经济学，国际贸易。
他于2007年在欧洲的罗马尼亚德瓦谈到在一个研究所经济研究研讨会上做了一个关于欧洲和自由的演讲。
他在2001年和2010年的自由峰会上发表了讲话。

## 观点和意见
布德罗曾公开批评了诺贝尔奖经济学奖获得者保罗·克鲁格曼，指出克鲁格曼在讨论经济学时常"犯小错误"。
布德罗认为在2009年10月，内幕交易"于警察而言是不可能的，但有助于市场和投资者。内幕人士基于他们的知识购买和出售股票的过程，在保持资产价格的诚实的同时——保持价格独立性（不向公众讲述企业的现实情况），在远远没达到伤害经济力的情况下发挥着关键作用。"
在2011年5月，布德罗在外交事务和经济为非干涉主义争辩。
在2013年1月的华尔街日报 中的一篇文章写道：布德罗和马克·佩里争论道，"进步的比喻...，自20世纪70年代以来美国的中产阶级在经济上停滞不前"是"非常错误的"。 布德罗和丽雅Palagashvili在2014年3月在《华尔街日报》 发表了一篇类似的文章--讨论最近的奖学金，其中显示，已经之前的报告相反，在美国和英国，工资没有脱离生产率。

## 书籍
- 全球化(格林伍德指南的商业和经济学)，2007年
- 伪君子和半智者：来自Cafe Hayek的每日健康饮食，2012年
- Essential Hayek，2015年免费点燃

## 评论性文章
- "贸易不是工作的杀手，" 纽约时报的，3/28/2018的。
- "'价格欺诈'灾难之后是良好的公众，" 华尔街日报,10/3/2017的。
- "超时工作，以避免真相，" 华尔街日报,4/7/16的。
- "伟大的工资脱钩的神话，" 华尔街日报,3/6/14的。
- "神话的一个停滞不前的中产阶级，" 华尔街日报,1/23/13的。

## 外链
- 官方网站
- 布德罗的列
- 布德罗谈到宪法的政治经济的视频（页面存档备份，存于）
- 布德罗的发言集体决策（页面存档备份，存于）
- 由Google学术搜索索引的唐纳德·约瑟夫·布德罗出版物

[[Category:弗吉尼亚大学法学院校友]]
[[Category:自由意志主义经济学家]]
[[Category:乔治梅森大学教]]
[[Category:克莱门森大学教师师]]
[[Category:卡托研究所人物]]
[[Category:奧地利经济学派学者]]
[[Category:奧本大学校友]]
[[Category:美国自由意志主义者]]
[[Category:在世人物]]
[[Category:1958年出生]]
[[Category:有未审阅翻译的页面]]